# Tarabai Mohite
Tarabai Mohite (14 avril 1675 - 9 décembre 1761 ) est la régente de l'empire Marathe de l'Inde de 1700 à 1708. Elle était la reine de Chhatrapati  Rajaram Bhosale, belle-fille du fondateur de l'empire Shivaji et mère de Shivaji II. Elle est reconnue pour son rôle dans la continuation de la résistance contre l'occupation moghole des territoires de Maratha après la mort de son conjoint et assume la régence pendant la minorité de sa fille.